# Ћерим
Ћерим (алб. Qerim) је насељено место у општини Ђаковица, на Косову и Метохији. Према попису становништва из 2011. у насељу је живело 802 становника.

## Становништво
Према попису из 2011. године, Ћерим има следећи етнички састав становништва:
| Националност | 2011.        |
| Албанци      | 795 (99,13%) |
| Ашкалије     | 3 (0,37%)    |
| Египћани     | 3 (0,37%)    |
| недоступно   | 1 (0,124%)   |
| Укупно       | 802          |

| Демографија | Демографија | Демографија |
| Година      | Становника  | Становника  |
| ----------- | ----------- | ----------- |
| 1948.       | 130         |             |
| 1953.       | 157         |             |
| 1961.       | 206         |             |
| 1971.       | 274         |             |
| 1981.       | 372         |             |
| 1991.       | 440         |             |
| 2011.       | 802         |             |